# Globba praecox
Globba praecox är en enhjärtbladig växtart som beskrevs av K.J.Williams och Paisooks. Globba praecox ingår i släktet Globba och familjen Zingiberaceae. IUCN kategoriserar arten globalt som sårbar.
Artens utbredningsområde är Thailand. Inga underarter finns listade i Catalogue of Life.